# Rodina (revue)
Pour les articles homonymes, voir Rodina (homonymie).

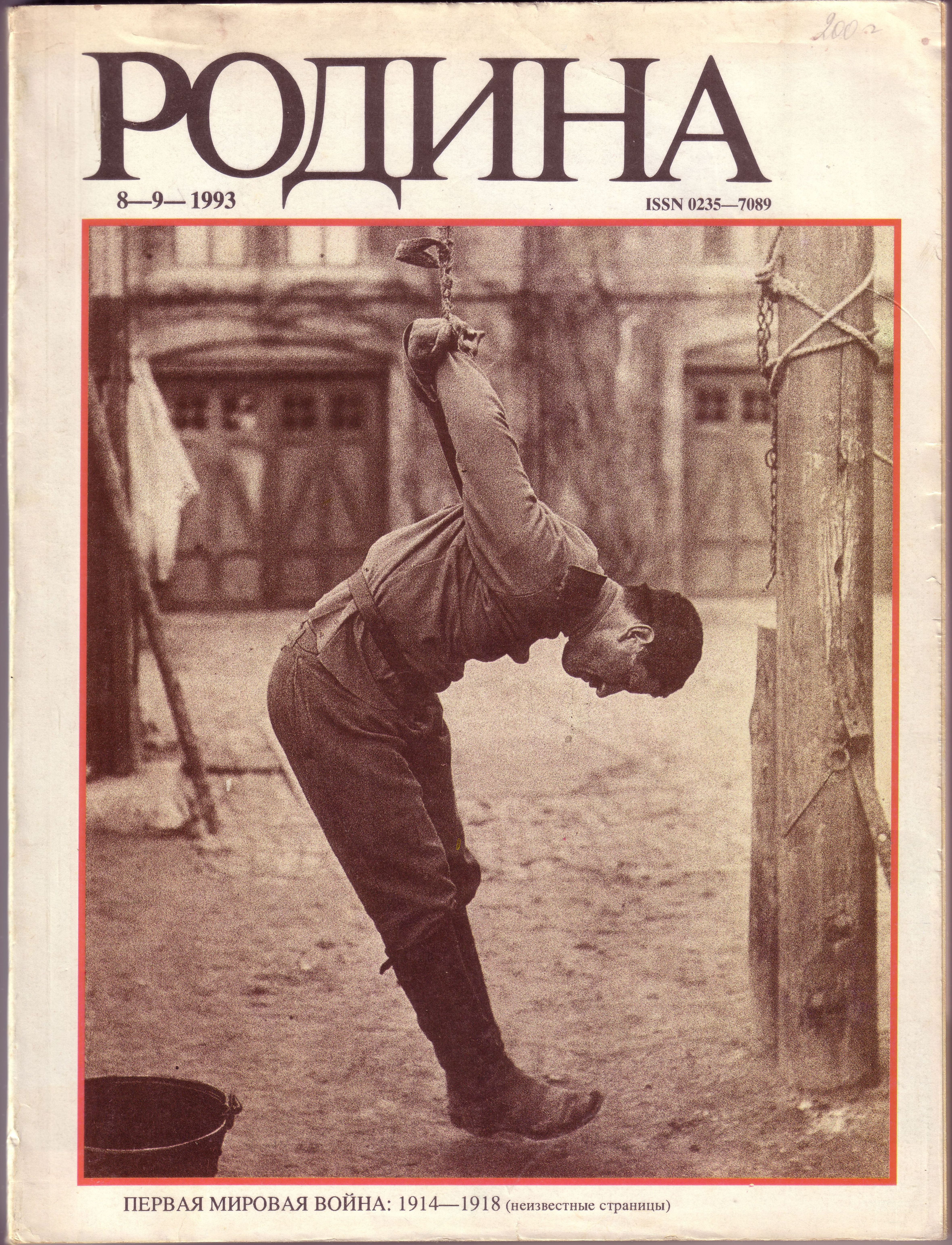
Couverture de la revue historique "Mère patrie" (Rodina)

Rodina (russe : Родина, Patrie) est une revue russe illustrée de vulgarisation scientifique et d'histoire dont le siège est à Moscou. Elle a été fondée en janvier 1989, reprenant le concept de la revue du même nom fondée en 1879 sous l'Empire russe, et sous l'égide du gouvernement de la fédération de Russie et de l'administration du président de la fédération de Russie.
En juillet 2005, la Commission d'attestation supérieure de Russie inclut Rodina dans sa liste des principales revues et publications évaluées par des pairs (cette liste concerne les revues où doivent être publiés les résultats majeurs des thèses des diplômes scientifiques supérieurs (kandidat et doktor)).
En août 2007, cette revue reçoit l'insigne honorifique « Pour un travail actif sur l'éducation patriotique des citoyens de la fédération de Russie » (За активную работу по патриотическому воспитанию граждан Российской Федерации).
Son rédacteur-en-chef est Vladimir Froline depuis 2014. Son tirage est de 24 000 exemplaires en 2022. Elle a reçu le prix Beliaïev en 2021.